# Fortuynisme

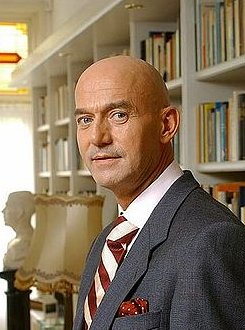
Pim Fortuyn in 2002

Het fortuynisme is een politiek gedachtegoed gebaseerd op politicus Pim Fortuyn (1948-2002) die zich met zijn Lijst Pim Fortuyn (LPF) in 2002 tegen de gevestigde politieke orde richtte. Het fortuynisme staat voor een streng immigratiebeleid en tegen de islamisering pleitende politiek van Fortuyn en zijn aanhangers.
De wijze van politiek bedrijven is opportunistisch waarbij het uit te dragen programma bepaald wordt door actuele, maatschappelijke ontwikkelingen in plaats van politieke stroming of voorkeur. Alle problemen zouden benoemd en besproken moeten kunnen worden, ook al is het moeilijk om erover te praten. Taboes moeten worden doorbroken en politieke correctheid moet worden gestopt. Vrijheid van meningsuiting is erg belangrijk. Je moet kunnen vinden en zeggen wat je wil. Zelfs dingen die anderen beledigend of kwetsend vinden moeten worden kunnen gezegd.

## Partijen
Bekende landelijke partijen die na Fortuyn en de LPF het gat op rechts hebben gevuld zijn de Partij voor de Vrijheid (2006-heden) van oprichter Geert Wilders. Later kwamen Forum voor Democratie (2017-heden) van Thierry Baudet en JA21 (2020-heden), opgericht door oud-LPF'er Joost Eerdmans.
Lokaal zijn dat de partijen Leefbaar Rotterdam (2002-heden), LPF Westland (2004-heden), LPF Eindhoven (2006-heden) en diens Jonge Fortuynisten, de Lijst Pim Fortuyn Breda (2021-heden), Forza! Nederland (2010-heden) en Leefbaar Maessluys (2021-heden).